# Бахо-Синка

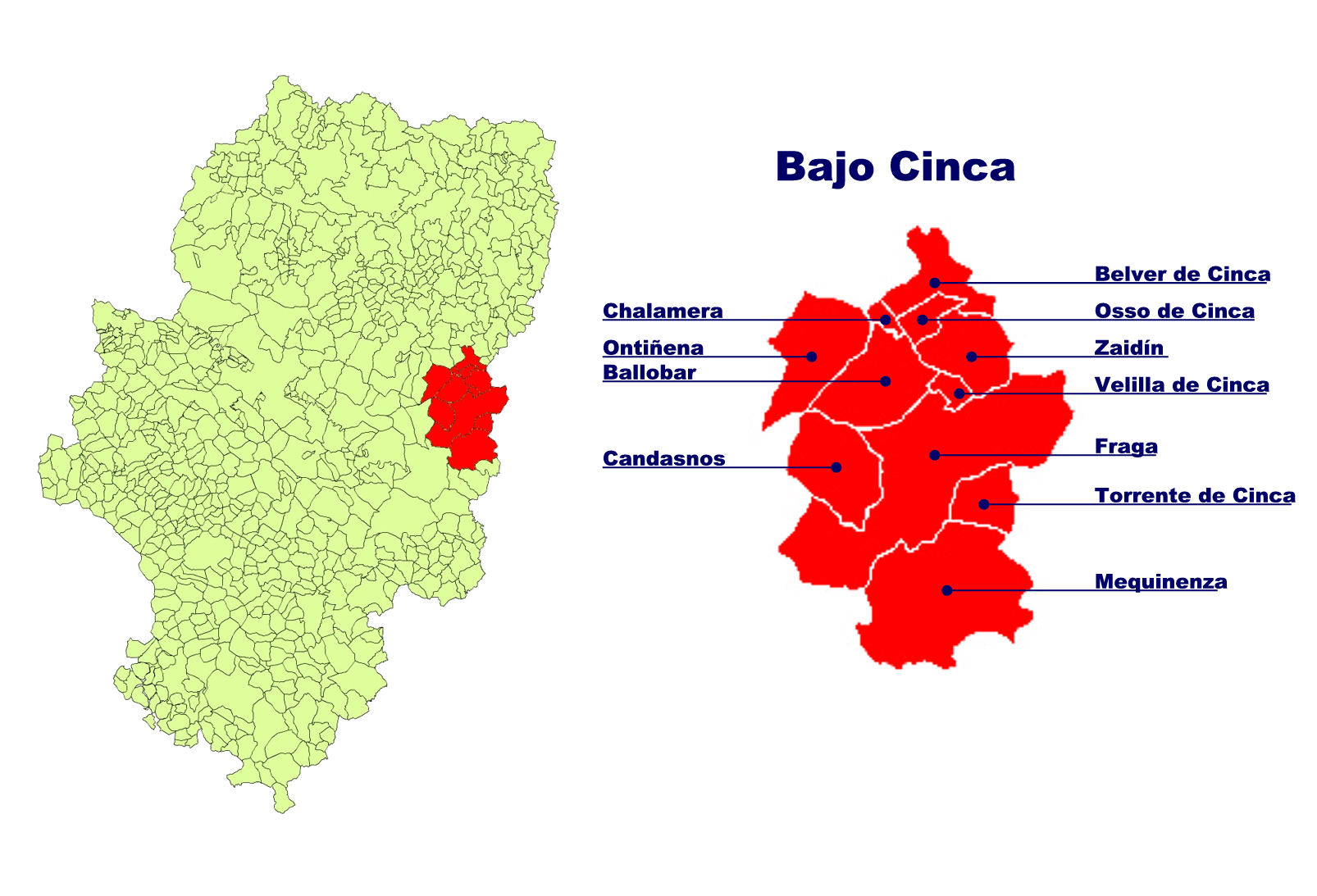

Бахо-Синка (исп. Bajo Cinca, кат. Baix Cinca, араг. Cinca Baixa) — район (комарка) в Испании, входит в провинцию Уэска и частично в провинцию Сарагоса, в составе автономного сообщества Арагон.

## Муниципалитеты
1. Фрага
2. Бальобар
3. Бельвер-де-Синка
4. Кандаснос
5. Чаламера
6. Мекиненса
7. Онтиньена
8. Оссо-де-Синка
9. Торренте-де-Синка
10. Велилья-де-Синка
11. Сайдин